# Ausbauwassermenge
Die Ausbauwassermenge oder der Ausbaudurchfluss ist die maximale Wassermenge, die bei einem Wasserkraftwerk durch dessen Turbinen abgeführt und damit zur Erzeugung von elektrischem Strom genutzt werden kann. Ist der Durchfluss größer, kann also nicht das gesamte zur Verfügung stehende Wasser durch die Turbinenanlage geleitet werden, wird das überschüssige Wasser über ein Wehr abgeführt.
Die Ausbauwassermenge wird üblicherweise in Kubikmeter pro Sekunde (m³/s) angegeben.
Die Ausbauwassermenge bestimmt zusammen mit der Fallhöhe und den Wirkungsgraden der Kraftwerksteile die Engpassleistung und das Regelarbeitsvermögen eines Wasserkraftwerkes.